# Pueblo chiapaneca
Los chiapanecas, llamados también chiapas o soctones fueron un pueblo indígena que ocupó una parte de la región central del actual estado de Chiapas (México). No se sabe mucho sobre su origen, pero se especula que pudieron haber migrado de América Central hacia el norte, debido a su relación lingüística muy cercana con los mangues. La lengua de los chiapanecas fue el idioma chiapaneco, extinto actualmente, aunque bien documentado. Esta lengua es clasificada dentro de la familia lingüística otomangueana, siendo la única lengua de dicha familia hablada en el territorio chiapaneco actual. 
El principal asentamiento del pueblo chiapaneca fue Napiniacá, actualmente conocido como Chiapa de Corzo. El estado de Chiapas toma su nombre de este pueblo indígena, cuya resistencia a la conquista española ha sido tratada en relatos heroicos que en la actualidad se considera no han sido del todo ciertos. La desaparición de la lengua chiapaneca ha hecho suponer que los chiapanecas desaparecieron sin dejar rastros. Los chiapanecas fueron diezmados en el siglo XVIII por las diversas epidemias en la región, lo que condujo a la desaparición de algunos de sus asentamientos más notables, como fueron Ostuta y Pochutla. La población chiapaneca fue ladinizada y su cultura pervivió en una hibridación cultural, algunos de cuyos rasgos se preservan en la cultura de los pueblos de la región chiapaneca, constituida aproximadamente por los actuales municipios de Chiapa de Corzo, Chiapilla, Acala, Suchiapa e Ixtapa.

## Ubicación
Se asentaron en la Depresión Central de Chiapas al centro del Estado Chiapaneco en el territorio de los que hoy son los actuales municipios de Acala, Chiapa de Corzo, Chiapilla, Suchiapa, Osumacinta, Villacorzo, Villaflores, San Lucas, Tuxtla Gutiérrez, Ocozocoautla o Coita, Berriozábal y la región de La Frailesca.
La ciudad capital del pueblo soctón era Nandalumi o Napiniaca, ubicada en el actual territorio de la ciudad de Chiapa de Corzo, era conocida por los pueblos de habla nahua como Chiapan.
Las fértiles tierras de aluviales que integran las llamadas riberas del río Grijalva fueron, desde los inicios de la civilización americana, un punto de atracción para los grupos humanos que colonizaban el continente. Probablemente ya los olmecas habitaron la antesala del Cañón del Sumidero. Después se establecieron por ahí los zoques y mayas; sin embargo, de acuerdo a la opinión del investigador Carlos Navarrete en su libro Investigaciones arqueológicas acerca del problema chiapaneco, quienes llegaron a gobernar toda el área a partir del siglo VI de nuestra era fueron los chiapanecas, los que, de acuerdo a algunas fuentes históricas, llegaron procedentes de las tierras de la actual Nicaragua y desplazaron por la fuerza a los antiguos pobladores.

## Historia

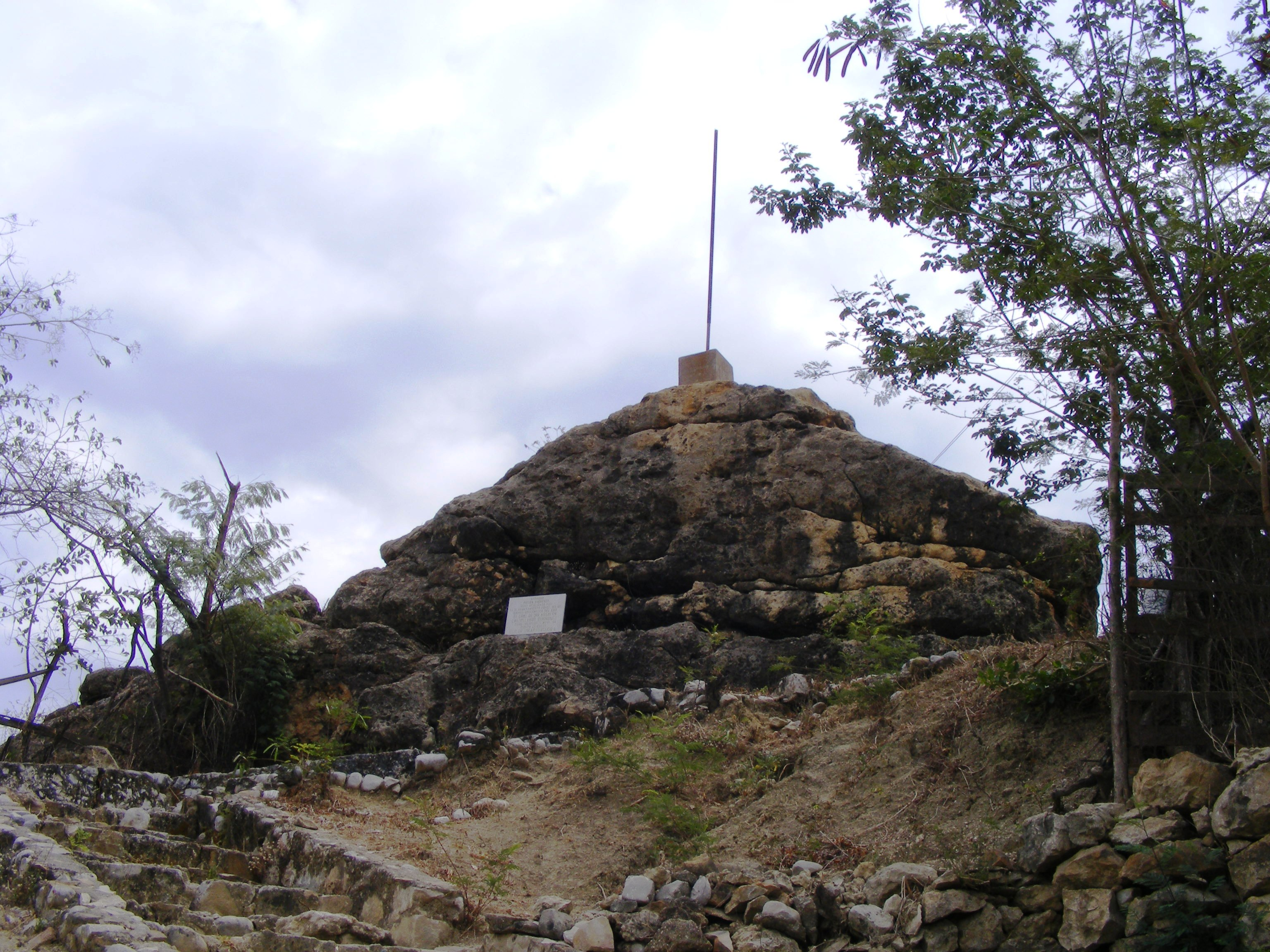
La Piedra orcada, fue donde los españoles ahorcaron a los últimos guerreros Chiapanecas.

Poco se sabe de su historia prehispánica. Cuando los españoles llegaron a tierras chiapanecas, habían sometido y hecho tributarios a zoques, tsotsiles, tseltales, y tenían peleas con el reino lacandón y territorios mames asaltados por el Imperio azteca, que también quería dominarlos.
Fray Antonio de Remesal, en su libro Historia General de Chiapa y Guatemala, nos dice que:

Vinieron antiguamente de la Provincia de Nicaragua unas gentes, que cansadas de andar y de las descomodidades que la peregrinación trae con sigo, se quedaron en tierra de Chiapa.

Una leyenda dice que la tribu guerrera de los Chiapas (Soctones), guiados por el viejo cacique Nandalumí, procedentes de Nicoya, Nicaragua, fundaron el pueblo de Nandiumé. Desde ahí comenzaron a someter a los mencionados zoques, tsotsiles, tseltales y mames, abarcando una gran extensión del estado de Chiapas. En 1486, comienzan los intentos fallidos de los aztecas de someter a su vez a los Chiapas y ellos nombran Teochiapan al pueblo de Nandiumé y Chiapas a la etnia Soctona.
Bernal Díaz del Castillo, en su crónica de la Historia verdadera de la conquista de la Nueva España nos narra que:

...al no poder vencer los Chiapas a su enemigo invasor, los españoles y los indios que los apoyaron, prefirieron morir arrojándose del peñón de Tepetchia

Dicho peñón se halla en lo alto del Cañón del Sumidero. Por otra parte, Fray Antonio de Remesal, en su libro Historia General de Chiapa y Guatemala, nos cuenta que:

Halló el Capitán Diego de Mazariegos resistencia en los de Chiapa y aunque hizo muchas diligencias para pacificarlos por amor, no lo pudo acabar con ellos. Retiráronse a un peñol y allí se defendieron algunos días; y después de haber peleado mucho fueron entredós por la fuerza y continuando en su pertinencia; los que quedaron con otros que se le juntaron en otro sitio pelearon hasta que no pudieron levantar los brazos y viéndose perdidos con sus mujeres e hijos se despeñaron por la parte del río que es altísima y allí perecieron tantos que de muchos que eran quedaron poco más de dos mil.

Los chiapanecas eran muy diferentes de los demás habitantes del centro de Chiapas: su apariencia física impresionó a los conquistadores. Fray Tomás de la Torre -citado por Francisco Ximénez en la Historia de la provincia de San Vicente de Chiapa y Guatemala de la orden de predicadores- que acompañó a Fray Bartolomé de las Casas en su primera visita a la zona, los describió como gente "muy crecida a maravilla, así hombres como mujeres que parecen gigantes...andan desnudos...el cabello trenzado con galanas trenzaduras y rodeado a la cabeza sin ninguna otra toca". Tomás de la Torre decía así mismo que les llamaba la atención que los chiapanecas..."tienen gracia en juntar diversas flores y hacen piñas de ellas muy galanas. Ellos andan cuando pueden con flores y con otros olores en las manos, porque son amigos del buen olor: Tienen la tela de medio de la nariz abierta y allí encajada una vidriera como ámbar que les hace salir la nariz como trompa grande".

## Mitología
Chía La luna en menguante como divinidad celeste y agrícola portadora de las lluvias. Como diosa lunar se le representaba en su fase menguante como una guacamaya verde Chiapaa (apócope de Chiapaame (luna alta)).
Mahapiho Como el sol. Nombre que se le confería como distinción solar a Matoui. Decimocuarto mes del calendario chiapaneca dedicado a su culto, comprendido del dos al 21 de noviembre.
Mahatiho Como el viento: Otro nombre que se le confería como distinción a Matoui. 
Mandanda Mitología: Deidad femenina chiapaneca. Diosa de los ríos, de los arroyos y del agua como elemento de fertilidad. Espíritu de la lluvia. Razón por la cual se le rendía tributo en el río grande de Chiapa a mediados de febrero. (A principios del primer mes: Mongahue).
Matoui Mitología El desprendido de Nombobui, de Ma- (part. reverencial), y el verbo Itoui (desprenderse, soltarse o despegarse de Nombobui), que moraba en el sol. Dios de la guerra y las tempestades (el rayo, el relámpago y el trueno), cuyo templo mayor estaba en el barrio Moyolaa o de los Dignatarios del templo (hoy Barrio San Miguel del pueblo de Chiapa). Decimosexto mes del calendario chiapaneca dedicado a su culto, comprendido del 12 al 31 de diciembre.
Mohotoui Deidad masculina chiapaneca representativa de Matoui como dios de la lluvia recia, el rayo y el relámpago. Decimoséptimo mes del calendario chiapaneca dedicado a Mohotoui, comprendido del primero al 20 de enero.
Nanbaui Representación simbólica de la cruz del cuadrante celeste que se proyectaba a la Tierra, generalmente como figura vegetal en forma de cuatro ramas foliadas divergentes a los cuatro rumbos cardinales.
Nanyhela Deidad femenina chiapaneca. Diosa de la fertilidad y de las cosechas, quien hace madurar las frutas y las gramíneas. Se le representaba morando en el lucero de la constelación ecuatorial de Orión que es visible en el hemisferio norte en los meses de diciembre, enero y febrero, por lo cual se le llamaba también Narianyhela o estrella prodigiosa. Vocablo que después fue transformado en Marianguela y, posteriormente en forma de leyenda, en María de Angulo.
Nalailo o Ñalailo, el paraíso terrenal mítico chiapaneca, que, según la creencia, quedaba al oriente por donde sale el sol, e iban los que morían con valentía.
Nauiti o Mahuiti Deidad femenina chiapaneca, diosa de las flores y de las jóvenes doncellas. Espíritu renovador y pacífico del hogar.
Nombubi Espíritu divino. Deidad masculina chiapaneca. Dios de la sabiduría. Dios padre primigenio. Espíritu divino y universal que es toda bondad con los hombres. Divinidad mayor entre los chiapanecas que regula y mide el tiempo, Dios omnipresente que da y quita la vida a los humanos.
Nombobi También llamado Nomboui. Deidad masculina chiapaneca, espíritu divino que anima a los humanos. Dios del trabajo y la armonía entre los hombres. Parece que su equivalente era el de Dios Hijo o primer hijo o Nbeleu nbaña.
Nombo Mitología: No representativa de ninguna deidad como unidad, en cambio es dado como espíritu universal y quien anima a todas las cosas vivientes como aliento del corazón.
Qhia Deidad femenina chiapaneca. Como diosa lunar se le representaba en su fase menguante. Hermana gemela pero maligna de la diosa plenilunar, se le confería el papel de enloquecedora de las gentes y los animales cuando aparecía en su fase menguante, así como de impedir el desarrollo pleno de los seres vivientes cuando éstos eran concebidos, o las plantas cuando eran sembradas durante su fase lunar. Se le representaba como ave de cola larga, específicamente por una guacamaya verde.
Tishambí Deidad menor (Maligna o Negativa) chiapaneca, como demonio representaba la maldad intrínseca y la locura.
Tishambula Mitología: Deidad maligna (Interior de la tierra) chiapaneca, que habitaba en las cuevas y en los sumideros, de Nbula (tierra o suelo).
Tishanila Deidad maligna chiapaneca que se aparecía en los caminos solitarios a los viajeros que encontraba solos, de Nila (camino).
Tishanombubi El Negador sagrado de Nombubuí, de Ti (Part. Negativa), Sha- (part. reverencial, distintiva o demostrativa de la cosa nominada) y Nombobui (espíritu sagrado). Deidad mayor chiapaneca que escinde de Nombobui el gran Positivo (La Bondad intrínseca), forma la biunidad creadora del universo.
Yalailo o Ñalailo, el paraíso. Lugar mítico de los chiapanecas a donde se suponía, iban los elegidos o del agrado de Matoui (Dios de la guerra) y las mujeres que morían en el parto, por Nauiti o Nahuiti (Diosa que cuidaba de las mujeres).